# Saint-Germain-de-Modéon
Saint-Germain-de-Modéon település Franciaországban, Côte-d’Or megyében. Lakosainak száma 174 fő (2022. január 1.). Saint-Germain-de-Modéon Rouvray, Saint-Agnan, La Roche-en-Brenil, Saint-Andeux és Saint-Léger-Vauban községekkel határos.

## Népesség
A település népessége az elmúlt években az alábbi módon változott:
| Lakosok száma | 279  | 222  | 173  | 184  | 164  | 167  | 172  | 182  | 179  | 174  |
|               | 1968 | 1982 | 1990 | 2006 | 2013 | 2015 | 2017 | 2019 | 2020 | 2022 |